# Hotel
|  | Aquest article tracta sobre un tipus d'edifici. Vegeu-ne altres significats a «Hotel (joc)». |

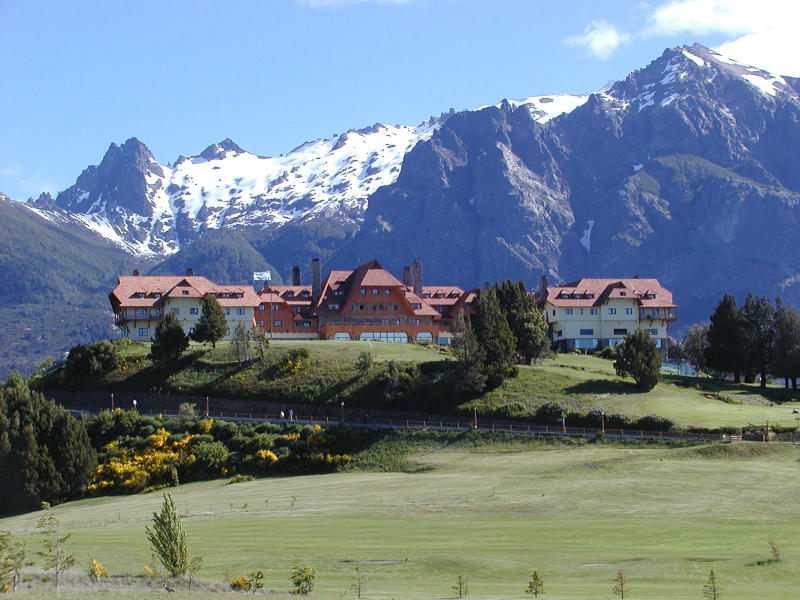
Hotel Llao LLao, San Carlos de Bariloche (Argentina)

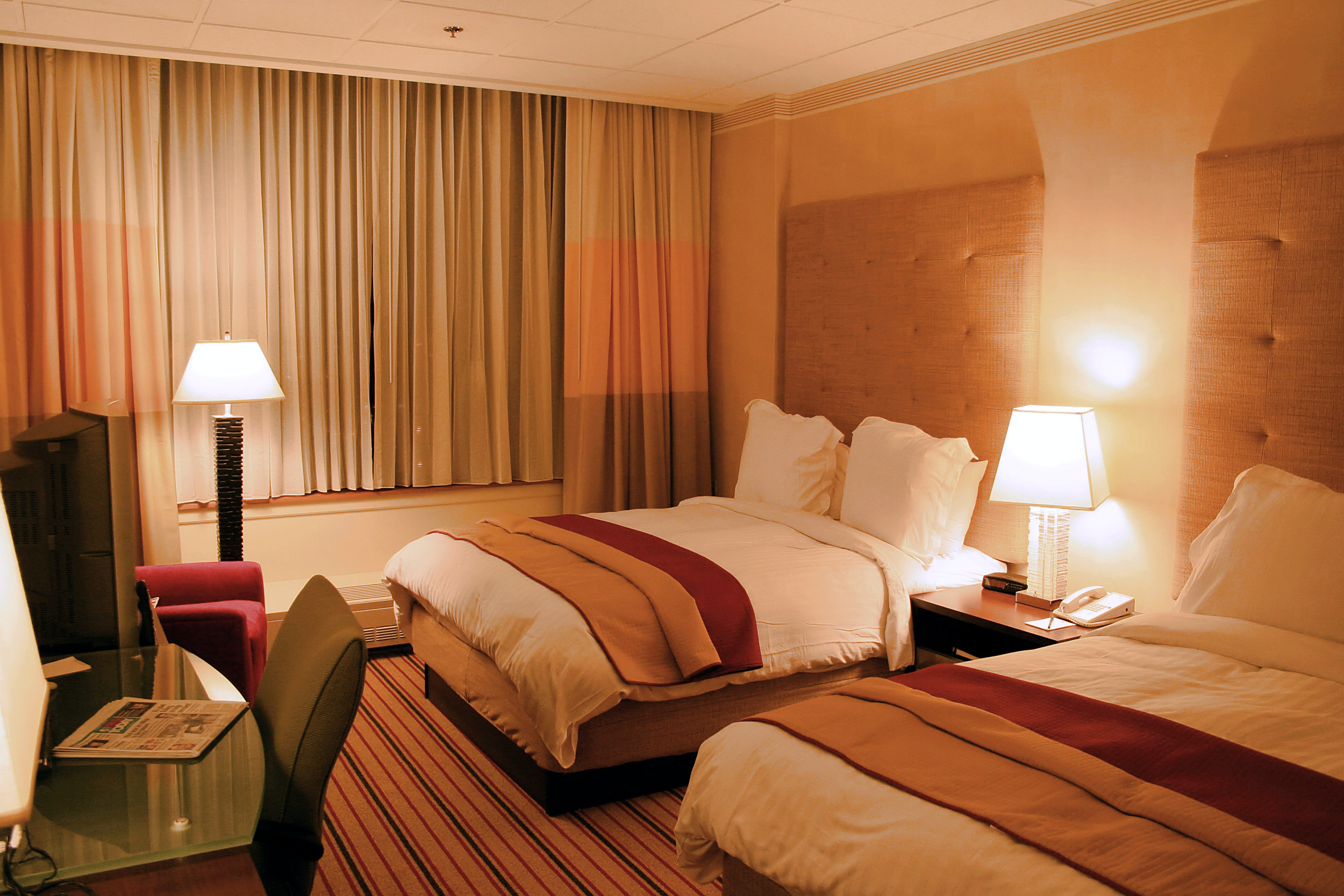
Habitació d'hotel

Un hotel és un edifici dissenyat per proporcionar allotjament, menjar i altres serveis als viatgers i turistes. Aquesta indústria és una part integral de la indústria turística global i juga un paper vital en l'economia de molts països. Des de luxosos hotels de cinc estrelles fins a hostals de carretera, aquests establiments ofereixen una àmplia gamma de serveis per satisfer les necessitats dels hostes com restaurants, piscines o serveis de conferències on organitzar convencions i reunions..
Els hotels estan normalment classificats en categories, segons el grau de confort i el nivell de serveis que ofereixen. L'escala de categories està simbolitzada per un conjunt d'estrelles, que poden anar d'una a cinc; i que indiquen, de menor a major, el grau de qualitat de l'hotel.

## Història
Els orígens dels hotels es poden rastrejar a l'antiga Roma, on les persones podien allotjar-se en cases privades convertides en llocs d'allotjament. No obstant això, l'era moderna dels hotels va començar a Europa als segles XVIII i XIX, amb l'augment del turisme i el desenvolupament de les rutes de viatge. Els primers hotels eren senzills i oferien allotjament bàsic i menjars als viatgers.
Amb el temps, els hotels es van diversificar per satisfer les diferents preferències dels hostes. S'han desenvolupat hotels boutique, resorts de luxe, hotels temàtics i altres tipus d'allotjament per atendre una àmplia gamma de clients.

## Instal·lacions i serveis

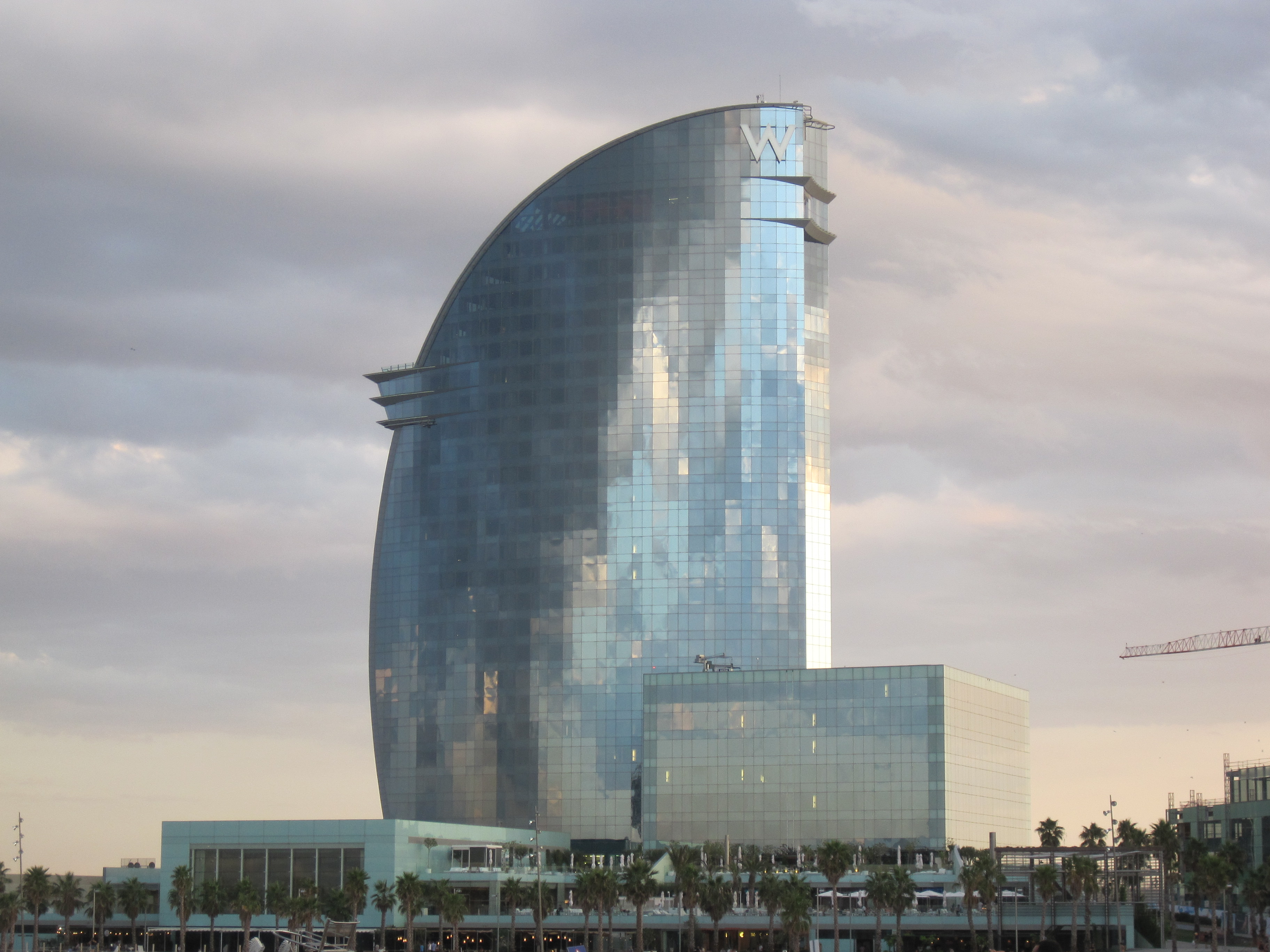
Hotel Vela

Els hotels moderns es caracteritzen per tenir diverses instal·lacions i serveis que fan que l'estada dels hostes sigui còmoda i agradable. Algunes de les instal·lacions inclouen:
1. Habitacions i Suites: Les habitacions varien en categories, des de habitacions estàndard fins a suites de luxe o habitacions familiars.
2. Servei de Restauració: Molts hotels ofereixen servei de menjador intern, incloent restaurants que ofereixen cuina local o internacional.
3. Espais de Conferència i Reunions: Molts hotels estan equipats amb sales de conferència i reunions per atendre viatgers de negocis i empreses.
4. Gimnasos i Spa: Molts hotels disposen d'instal·lacions esportives i spa per als hostes que desitgen mantenir-se actius o relaxar-se durant la seva estada.
5. Servei d'habitacions: El servei d'habitacions permet als hostes sol·licitar menjar i altres serveis a les seves habitacions.
6. Wi-Fi i Altres Comoditats Tecnològiques: Avui dia, la majoria dels hotels ofereixen connexió Wi-Fi gratuïta, televisors de pantalla plana, estacions de càrrega USB i altres comoditats tecnològiques.

Aquests serveis són els que normalment fan destacar un hotel de la competència i és el que atorga a l'hotel una categoria o una altra.

## Classificació dels hotels
La classificació dels hotels es duu a terme a partir de l'avaluació de determinats paràmetres de ponderació que es relacionen amb diversos elements de qualitat: grandària de les habitaciones, de les zones comunes, accessibilitat, nivells d'informació, etc. Els criteris de valoració són diferents a cada país i a cada regió (per exemple, a l'estat Espanyol, hi ha una normativa específica a cada Comunitat Autònoma). El conjunt de paràmetres de valoració s'anomenen Sistema de Classificació o Categorització Hotelera.
| GL                                                                            | Gran Luxe            |
| 5/5 estrelles · 5/5 estrelles · 5/5 estrelles · 5/5 estrelles · 5/5 estrelles | 5 estrelles          |
| S                                                                             | 4 estrelles superior |
| 4/4 estrelles · 4/4 estrelles · 4/4 estrelles · 4/4 estrelles                 | 4 estrelles          |
| 3/3 estrelles · 3/3 estrelles · 3/3 estrelles                                 | 3 estrelles          |
| 2/2 estrelles · 2/2 estrelles                                                 | 2 estrelles          |
| 1/1 estrelles                                                                 | 1 estrella           |

### Requisits turístics mínims dels establiments hotelers a Catalunya
| | Hotel | Hotel | Hotel | Hotel | Hotel | Hotel | Hotel    | Hotel apartament | Hotel apartament | Hotel apartament | Hotel apartament | Hotel apartament | Hotel apartament | Hotel apartament | Pensió |
| | GL    | 5*    | 4*S   | 4*    | 3*    | 2*    | 1* bàsic | GL               | 5*               | 4*S              | 4*               | 3*               | 2*               | 1* o bàsic       | Pensió |
| Entrada servei | X     | X     | X     | X     | X     |       |          | X                | X                | X                | X                | X                |                  |                  |        |
| Ascensor de servei (no es computen les plantes subterrànies)                                                                          |       |       |       |       |       |       |          |                  |                  |                  |                  |                  |                  |                  |        |
| Des de 2 nivells | X     | X     |       |       |       |       |          | X                | X                |                  |                  |                  |                  |                  |        |
| Des de 3 nivells |       |       | X     | X     |       |       |          |                  |                  | X                | X                |                  |                  |                  |        |
| Des de 4 nivells |       |       |       |       | X     |       |          |                  |                  |                  |                  | X                |                  |                  |        |
| Ascensors |       |       |       |       |       |       |          |                  |                  |                  |                  |                  |                  |                  |        |
| A partir de 2 nivells (1 pis o més)                                                                                                   | X     | X     |       |       |       |       |          | X                | X                |                  |                  |                  |                  |                  |        |
| A partir de 3 nivells (2 pisos o més)                                                                                                 |       |       | X     | X     | X     |       |          |                  |                  | X                | X                | X                |                  |                  |        |
| Des de 4 nivells (3 pisos o més) |       |       |       |       |       | X     | X        |                  |                  |                  |                  |                  | X                | X                | X      |
| Salons i zones comunes (superfície mínima en m² per plaça de vestíbuls, salons, menjador, bars, sales privades, gimnàs, entre altres) | 2,5   | 2,5   | 2     | 2     | 1,5   | 1,2   | 1        | 2,5              | 2,5              | 2                | 1,5              | 1,2              | 1                | 1                | 0.60   |
| Bar | X     | X     | X     |       |       |       |          |                  |                  |                  |                  |                  |                  |                  |        |
| Climatització en zones comunes | X     | X     | X     | X     | X     | X     |          | X                | X                | X                | X                | X                | X                |                  |        |
| Climatització en habitacions | X     | X     | X     | X     | X     | X     |          | X                | X                | X                | X                | X                | X                |                  |        |
| Calefacció en habitacions |       |       |       |       |       |       | X        |                  |                  |                  |                  |                  |                  | X                | X      |
| Telèfon d’ús general | X     | X     | X     | X     | X     | X     | X        | X                | X                | X                | X                | X                | X                | X                | X      |
| Serveis sanitaris en espais comuns | X     | X     | X     | X     | X     | X     | X        | X                | X                | X                | X                | X                | X                | X                | X      |
| Superfície mínima en m² de recepció o vestíbul                                                                                        | 10    | 10    | 10    | 10    | 10    | 10    | 10       | 10               | 10               | 10               | 10               | 10               | 10               | 10               | 6      |
| Televisió a les habitacions, apartaments o estudis                                                                                    | X     | X     | X     | X     | X     |       |          | X                | X                | X                | X                | X                |                  |                  |        |
| Servei de comunicació amb el mateix establiment a les habitacions, apartaments o estudis                                              | X     | X     | X     | X     | X     | X     | X        | X                | X                | X                | X                | X                | X                | X                |        |
| Servei d’esmorzars | X     | X     | X     | X     | X     | X     | X        | X                |                  |                  |                  |                  |                  |                  |        |
| Servei d’esmorzar amb productes de proximitat                                                                                         | X     | X     | X     |       |       |       |          | X                |                  |                  |                  |                  |                  |                  |        |
| Servei de bar | X     | X     | X     | X     | X     |       |          | X                | X                | X                |                  |                  |                  |                  |        |
| Servei de menjador | X     | X     | X     | X     |       |       |          | X                |                  |                  |                  |                  |                  |                  |        |
| Informació turística de la localitat i de la zona                                                                                     | X     | X     | X     | X     | X     | X     | X        | X                | X                | X                | X                | X                | X                | X                |        |
| Productes d’higiene personal (I): sabó de mans i sabó de dutxa*                                                                       | X     | X     | X     | X     | X     |       |          | X                | X                |                  |                  |                  |                  |                  |        |
| Productes d’higiene personal (II): raspall de dents, pasta dentífrica, mocadors de paper i estris d’afaitar*                          | X     | X     |       |       |       |       |          | X                |                  |                  |                  |                  |                  |                  |        |
| Productes d’higiene personal (III): colònia, llimes, estoig de cosir i netejador de sabates*                                          | X     | X     |       |       |       |       |          | X                |                  |                  |                  |                  |                  |                  |        |
| Assecador de cabell | X     | X     | X     |       |       |       |          | X                | X                | X                |                  |                  |                  |                  |        |
| Barnús i sabatilles | X     |       |       |       |       |       |          | X                |                  |                  |                  |                  |                  |                  |        |
| Servei d’habitacions 12 hores (inclou oferta de menjar)                                                                               | -     | -     | X     | X     |       |       |          | -                | X                |                  |                  |                  |                  |                  |        |
| Servei d’habitacions 24 hores (inclou oferta de menjar)                                                                               | X     | X     |       |       |       |       |          | X                |                  |                  |                  |                  |                  |                  |        |
| Minibar | X     | X     | X     |       |       |       |          | X                | X                |                  |                  |                  |                  |                  |        |
| Servei de caixa forta | X     | X     | X     | X     | X     |       |          | X                | X                | X                |                  |                  |                  |                  |        |
| Preparació de l’habitació per a dormir                                                                                                | X     | X     | X     |       |       |       |          | X                |                  |                  |                  |                  |                  |                  |        |
| Canals internacionals de TV | X     | X     | X     |       |       |       |          | X                | X                | X                |                  |                  |                  |                  |        |
| Accés obert a Internet a tot l’establiment**                                                                                          | X     | X     | X     | X     |       |       |          | X                | X                | X                | X                |                  |                  |                  |        |
| Servei d’estètica i/o perruqueria | X     |       |       |       |       |       |          | X                |                  |                  |                  |                  |                  |                  |        |
| Servei de bugaderia | X     | X     | X     | X     |       |       |          | X                | X                |                  |                  |                  |                  |                  |        |
| Servei de porter | X     |       |       |       |       |       |          | X                |                  |                  |                  |                  |                  |                  |        |
| Servei de grum | X     |       |       |       |       |       |          | X                |                  |                  |                  |                  |                  |                  |        |
| Servei d’aparcament | X     |       |       |       |       |       |          | X                |                  |                  |                  |                  |                  |                  |        |

| Habitacions                                                           |       |       |       |       |       |          |       |                                                         |                                                         |                                                         |                                                         |                                                         |                                                         |                                                         |                        |        |
|                                                                       | Hotel | Hotel | Hotel | Hotel | Hotel | Hotel    | Hotel | Hotel apartament                                        | Hotel apartament                                        | Hotel apartament                                        | Hotel apartament                                        | Hotel apartament                                        | Hotel apartament                                        | Hotel apartament                                        | Hotel apartament       | Pensió |
| GL                                                                    | 5*    | 4*S   | 4*    | 3*    | 2*    | 1* bàsic | GL    | 5*                                                      | 4*S                                                     | 4*                                                      | 3*                                                      | 3*                                                      | 2*                                                      | 1* bàsic                                                |                        | Pensió |
| Individuals (superfícies mínimes útils en m²)                         | 10    | 10    | 9,5   | 9     | 8     | 7        | 6     | 10                                                      | 10                                                      | 9,5                                                     | 9                                                       | 8                                                       | 8                                                       | 7                                                       | 6                      | 6      |
| Dobles (superfícies mínimes útils en m²)*                             | 16,5  | 16    | 15,5  | 15    | 14    | 13       | 11    | 13                                                      | 13                                                      | 12                                                      | 11                                                      | 11                                                      | 11                                                      | 10                                                      | 10                     | 10     |
| Nombre mínim de dobles                                                | 75%   | 75%   | 75%   | 75%   | 75%   | 50%      | 25%   | 1 doble per apartament                                  | 1 doble per apartament                                  | 1 doble per apartament                                  | 1 doble per apartament                                  | 1 doble per apartament                                  | 1 doble per apartament                                  | 1 doble per apartament                                  | 1 doble per apartament | 25%    |
| Quàdruples (superfícies mínimes útils en m²)                          | 25    | 25    | 24    | 23,5  | 22    | 20,5     | 17,5  | 1 doble per apartament                                  | 1 doble per apartament                                  | 1 doble per apartament                                  | 1 doble per apartament                                  | 1 doble per apartament                                  | 1 doble per apartament                                  | 1 doble per apartament                                  | 1 doble per apartament | 16     |
| Amplada mínima de l’habitació doble en l’àmbit dels llits (en m)      | 2,9   | 2,8   | 2,7   | 2,7   | 2,6   | 2,6      | 2,6   | 2,9                                                     | 2,8                                                     | 2,7                                                     | 2,7                                                     | 2,6                                                     | 2,6                                                     | 2,6                                                     | 2,6                    | 2,6    |
| Amplada mínima de l’habitació individual en l’àmbit dels llits (en m) | 2.30  | 2.20  | 2.10  | 2.10  | 2.00  | 2.00     | 2.00  | 2.30                                                    | 2.20                                                    | 2.10                                                    | 2.10                                                    | 2.00                                                    | 2.00                                                    | 2.00                                                    | 2.00                   | 1.80   |
| Nombre mínim de grans suites                                          | 1     |       |       |       |       |          |       |                                                         |                                                         |                                                         |                                                         |                                                         |                                                         |                                                         |                        |        |
| Saló gran suite (superfície mínima en m²)                             | 20    |       |       |       |       |          |       |                                                         |                                                         |                                                         |                                                         |                                                         |                                                         |                                                         |                        |        |
| Nombre mínim de suites                                                | 5%    | 5%    |       |       |       |          |       |                                                         |                                                         |                                                         |                                                         |                                                         |                                                         |                                                         |                        |        |
| Saló suite (superfície mínima en m²)                                  | 12    | 12    |       |       |       |          |       |                                                         |                                                         |                                                         |                                                         |                                                         |                                                         |                                                         |                        |        |
| Nombre mínim de júnior suites                                         | 10%   |       |       |       |       |          |       |                                                         |                                                         |                                                         |                                                         |                                                         |                                                         |                                                         |                        |        |
| Saló júnior suite (superfície mínima en m²)                           | 8     |       |       |       |       |          |       |                                                         |                                                         |                                                         |                                                         |                                                         |                                                         |                                                         |                        |        |
| Bany gran (mínim)                                                     | 75%   | 75%   | 75%   | 75%   | 75%   | 50%      | 25%   | Per quatre places i per cada quatre places addicionals  | Per quatre places i per cada quatre places addicionals  | Per quatre places i per cada quatre places addicionals  | Per quatre places i per cada quatre places addicionals  | Per quatre places i per cada quatre places addicionals  | Per quatre places i per cada quatre places addicionals  | Per quatre places i per cada quatre places addicionals  |                        |        |
| Superfície útil mínima en m²                                          | 5     | 5     | 4,5   | 4,5   | 4     | 3,5      | 3,5   | 5                                                       | 5                                                       | 4,5                                                     | 4,5                                                     | 4                                                       | 3,5                                                     | 3,5                                                     |                        |        |
| Superfície recinte dutxa del bany gran en m² (mínim)                  | 1.20  | 1.20  | 1.20  | 1.10  | 1.00  | 0.90     | 0.80  | 1.20                                                    | 1.20                                                    | 1.20                                                    | 1.10                                                    | 1.00                                                    | 0.90                                                    | 0.80                                                    | 0,8                    |        |
| Longitud mínima banyera bany gran                                     | 1.60  | 1.60  | 1.60  | 1.60  | 1.60  | 1.60     | 1.60  | 1.60                                                    | 1.60                                                    | 1.60                                                    | 1.60                                                    | 1.60                                                    | 1.60                                                    | 1.60                                                    |                        |        |
| Bany petit                                                            | 25%   | 25%   | 25%   | 25%   | 25%   | 50%      | 75%   | un d’addicional per fraccions inferiors a quatre places | un d’addicional per fraccions inferiors a quatre places | un d’addicional per fraccions inferiors a quatre places | un d’addicional per fraccions inferiors a quatre places | un d’addicional per fraccions inferiors a quatre places | un d’addicional per fraccions inferiors a quatre places | un d’addicional per fraccions inferiors a quatre places | 100%                   |        |
| Superfície útil mínima en m²                                          | 4     | 4     | 3,5   | 3,5   | 3     | 3        | 2,5   | 4                                                       | 4                                                       | 3,5                                                     | 3,5                                                     | 3                                                       | 3                                                       | 2,5                                                     | 2,5                    |        |
| Banys de les habitacions quàdruples                                   | 6     | 6     | 5,5   | 5,5   | 5     | 4,5      | 4,5   |                                                         |                                                         |                                                         |                                                         |                                                         |                                                         |                                                         | 3,5                    |        |

### Serveis hotelers
|    | Serveis | GL | 5* | 4*S | 4* | 3* | 2* | 1* |
| 1  | Dos tipus de coixins per dormir | 0  | 0  | 0   | 3  | 4  | 5  | 5  |
| 2  | Productes d'higiene personal: sabó de mans i sabó de dutxa* | 0  | 0  | 0   | 0  | 0  | 0  | 3  |
| 3  | Productes d'higiene personal: raspall de dents, pasta dentífrica, mocadors de paper, estris d'afaitar i productes d'higiene íntima femenina (compreses, tampons)*                            | 0  | 0  | 0   | 4  | 5  | 6  | 6  |
| 4  | Productes d'higiene personal: colònia, llimes, estoig de cosir, netejador de sabates i productes d'higiene íntima femenina (compreses, tampons)*                                             | 0  | 0  | 0   | 4  | 5  | 6  | 6  |
| 5  | Assecador de cabell | 0  | 0  | 0   | 0  | 4  | 5  | 5  |
| 6  | Barnús i sabatilles | 0  | 0  | 3   | 4  | 5  | 6  | 6  |
| 7  | Servei de bar | 0  | 0  | 0   | 0  | 0  | 0  | 5  |
| 8  | Bar | 0  | 0  | 0   | 0  | 4  | 5  | 5  |
| 9  | Servei de menjador | 0  | 0  | 0   | 0  | 0  | 5  | 5  |
| 10 | Servei d'esmorzar amb productes de proximitat | 0  | 0  | 0   | 0  | 4  | 5  | 5  |
| 11 | Servei d'habitacions 12 hores | 0  | 0  | 0   | 0  | 0  | 4  | 4  |
| 12 | Servei d'habitacions 24 hores | 0  | 0  | 0   | 4  | 5  | 6  | 6  |
| 13 | Minibar | 0  | 0  | 0   | 0  | 5  | 6  | 6  |
| 14 | Servei de caixa forta | 0  | 0  | 0   | 0  | 0  | 0  | 5  |
| 15 | Servei de planxa a l'habitació | 0  | 2  | 3   | 4  | 5  | 6  | 6  |
| 16 | Dutxa amb columna d'hidromassatge o banyera amb hidromassatge al bany de l'habitació, en un mínim d'un 60% de les habitacions                                                                | 0  | 2  | 3   | 4  | 5  | 6  | 6  |
| 17 | Dues piques de rentamans en habitacions dobles | 0  | 3  | 4   | 4  | 5  | 5  | 5  |
| 18 | Urinari separat de la zona de bany al lavabo de l'habitació | 0  | 3  | 4   | 4  | 5  | 5  | 5  |
| 19 | Preparació de l'habitació per a dormir | 0  | 0  | 0   | 0  | 2  | 2  | 2  |
| 20 | Canals de TV internacionals | 0  | 0  | 0   | 0  | 3  | 4  | 4  |
| 21 | Accés obert a Internet a tot l'establiment | 0  | 0  | 0   | 0  | 0  | 5  | 5  |
| 22 | Accés obert a Internet als espais comuns | 0  | 0  | 0   | 0  | 0  | 4  | 4  |
| 23 | Servei de gimnàs a l'establiment o a menys de 100 m | 0  | 2  | 3   | 4  | 5  | 6  | 6  |
| 24 | Piscina a l'establiment | 0  | 5  | 5   | 5  | 5  | 5  | 5  |
| 25 | Servei de piscina climatitzada a l'establiment o a menys de 100 m | 0  | 5  | 5   | 5  | 5  | 5  | 5  |
| 26 | Servei de sauna | 0  | 3  | 3   | 3  | 3  | 3  | 3  |
| 27 | Servei de piscina d'hidromassatge a l'establiment o a menys de 100 m | 0  | 3  | 3   | 4  | 5  | 6  | 6  |
| 28 | Servei d'estètica i/o perruqueria a menys de 100 m | 0  | 0  | 2   | 3  | 4  | 5  | 5  |
| 29 | Servei de premsa nacional i estrangera a l'establiment | 0  | 0  | 0   | 0  | 3  | 3  | 3  |
| 30 | Servei de bugaderia | 0  | 0  | 0   | 0  | 0  | 3  | 3  |
| 31 | Àrees de dotació especial (esportiva, aquàtica, recreativa) | 0  | 3  | 3   | 4  | 5  | 6  | 6  |
| 32 | Porter a l'establiment | 0  | 0  | 2   | 3  | 4  | 5  | 5  |
| 33 | Grum a l'establiment | 0  | 0  | 2   | 3  | 4  | 5  | 5  |
| 34 | Servei d'aparcament a l'establiment o a menys de 100 m | 0  | 0  | 2   | 3  | 4  | 5  | 5  |
| 35 | Servei d'animació diari | 0  | 2  | 3   | 3  | 4  | 4  | 4  |
| 36 | Servei mèdic a l'establiment | 0  | 4  | 4   | 4  | 4  | 4  | 4  |
| 37 | Servei de cangur o guarderia infantil | 0  | 2  | 3   | 3  | 4  | 4  | 4  |
| 38 | Distintiu de qualitat ambiental | 0  | 5  | 5   | 5  | 5  | 5  | 5  |
| 39 | Distintiu de qualitat turística o de gestió i certificacions de qualitat en disseny, declaració de bé cultural d'interès nacional (BCIN) o declaració de bé cultural d'interès local (BCIL). | 0  | 5  | 5   | 5  | 5  | 5  | 5  |

On s'evaluarà l'establiment amb el següent mètode:
1. D'1 estrella a 2 estrelles: 50 punts de la columna 1*.
2. De 2 estrelles a 3 estrelles: 40 punts de la columna 2*.
3. De 3 estrelles a 4 estrelles: 35 punts de la columna 3*.
4. De 4 estrelles a 4 estrelles superior (4*S): 28 punts de la columna 4*.
5. De 4 estrelles superior a 5 estrelles: 15 punts de la columna 4*S.
6. De 5 estrelles a Gran luxe (GL): 15 punts de la columna 5*.

Segons l'annex 1 del decret 75/2020

## Tipus d'hotels

### Hotels familiars

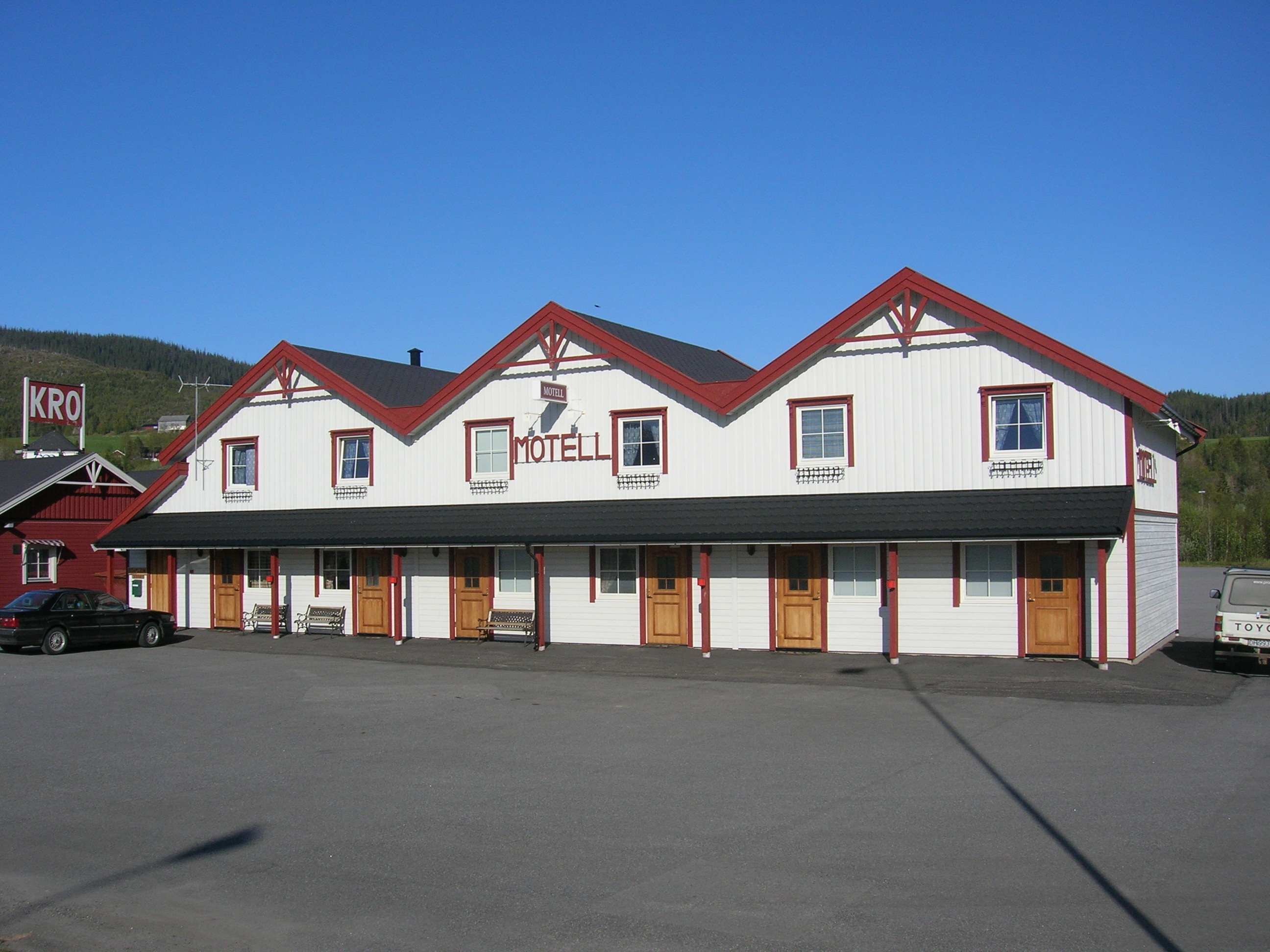
Motel

Són hotels que s'han dissenyat per a gaudir-los en qualsevol època de l'any i sovint estan situats a primera línia de mar. N'hi ha que disposen d'habitacions amples i còmodes, piscines, instal·lacions esportives, programes d'animació per a persones de totes les edats i una gastronomia on es pot trobar diferents plats de cuina internacional.

### Motels
Són establiments situats a les proximitats de les carreteres fora dels nuclis de població. Tenen una o dues plantes, pàrquing i estan enfocats als clients de curta durada

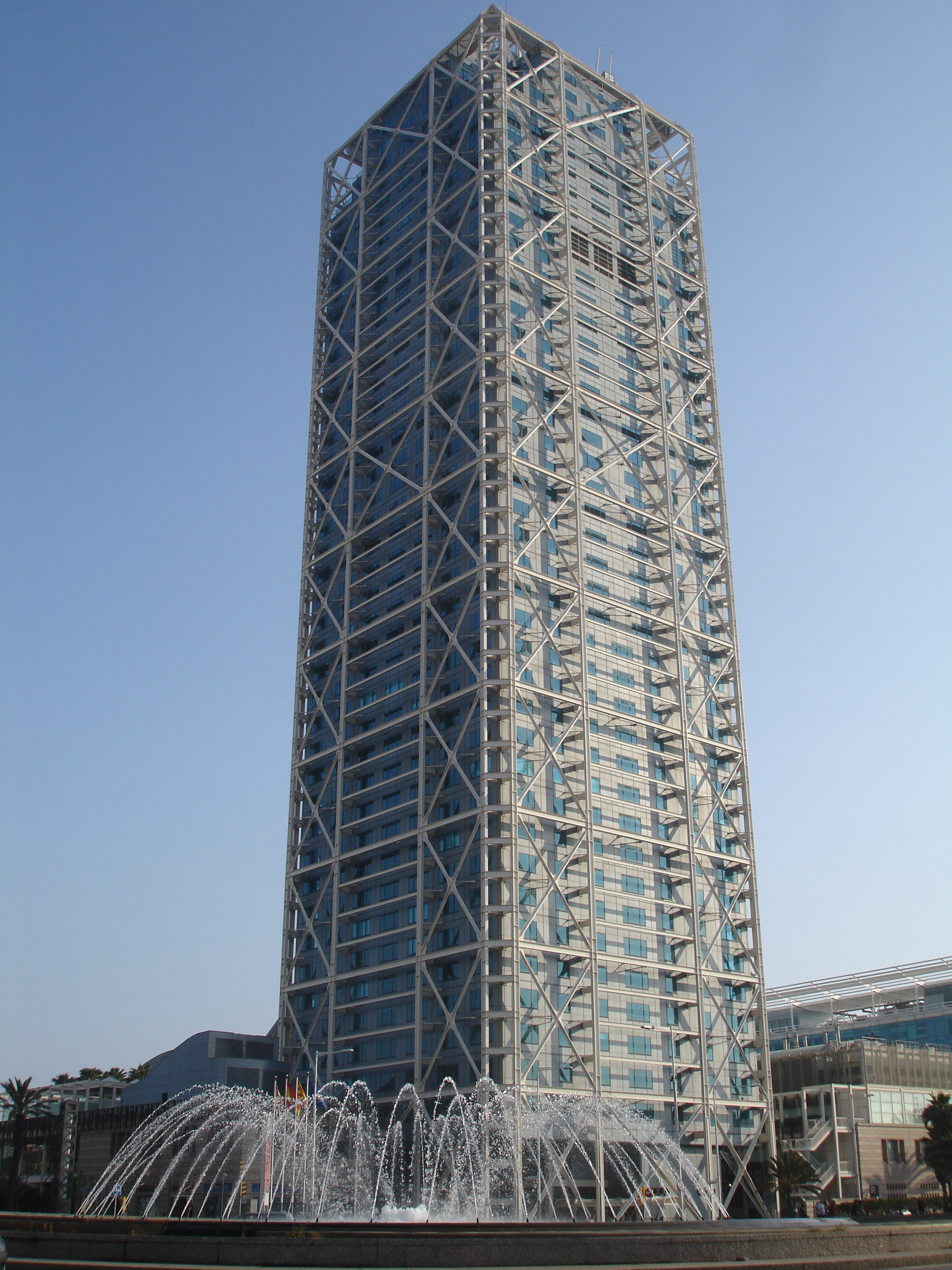
Hotel Arts

### Hotels gastronòmics
Es caracteritzen per la seva oferta gastronòmica exclusiva que es presenta com la principal de l'establiment. La seva cuina és acurada i creativa amb influència internacional als seus restaurants, amb degustació de diferents estils culinaris i una variada selecció de vins.

### Hotels de convencions o de negocis
S'han dissenyat amb l'objectiu de poder acollir convencions i reunions. Els salons de convencions i les sales de reunions d'aquests hotels es caracteritzen pels seus espais amplis i per estar equipats amb tots els mitjans tecnològics i humans per a celebrar-hi qualsevol mena d'esdeveniment.

### Hotels vacacionals
Són hotels que s'han dissenyat per gaudir-los a qualsevol època de l'any situats a primera línia de mar. Hi ha aquells amb habitacions àmplies i còmodes, piscines, instal·lacions esportives, programes d'animació per a persones de totes les edats i una gastronomia on es poden trobar diferents plats de cuina internacional.

### Hotels d'aeroport

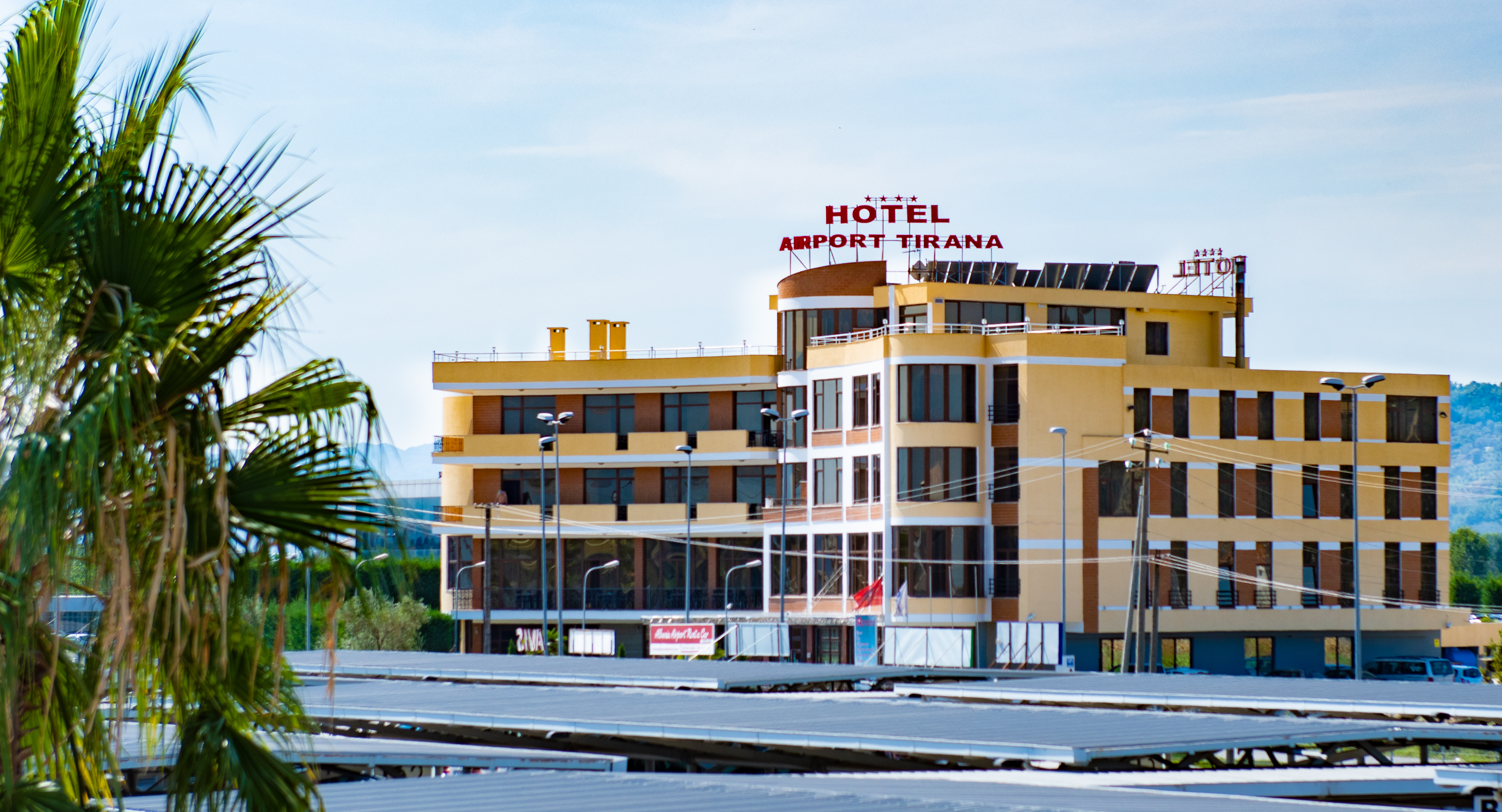
Hotel al costat de l'aeroport

Estan situats a les proximitats dels principals aeroports, especialment quan estan allunyats dels centres urbans a què serveixen. La seva principal clientela són passatgers en trànsit o d'entrada sortida sense prou temps per desplaçar-se a la ciutat i tripulacions de les línies aèries. Les estades solen ser molt curtes. S'han fet populars per la proximitat als mateixos.

### Hotels de natura
Estan situats a prop de zones naturals d'interès com ara parcs naturals, reserves i àrees protegides. Les estades solen ser de molts dies.

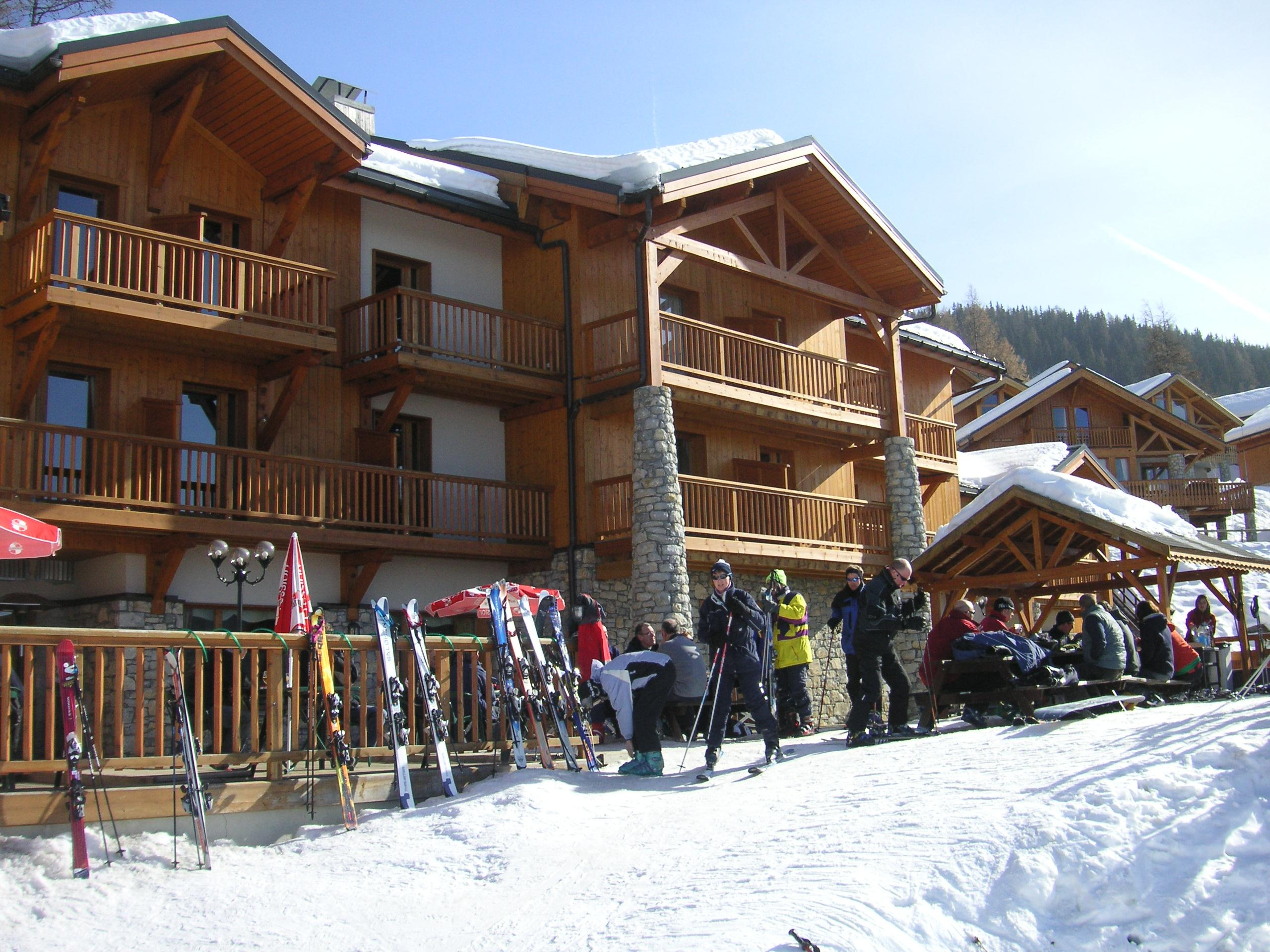
Hotel d'una estació d'esquí

El turisme ecològic és una de les activitats que està creixent per les varietats que la natura i els costums que els habitants ens brinden, com la natura, per tant, cal ser molt responsables per no causar mal a la natura ni als nadius de la regió. A causa del seu creixement ràpid ha contribuït al desenvolupament de l'activitat turística.

### Hotels apartament
Són establiments que per la seva estructura i servei disposen de la instal·lació adequada per a la conservació, la instal·lació i el consum d'aliments dins de la unitat d'allotjament.

### Hotels de temporada

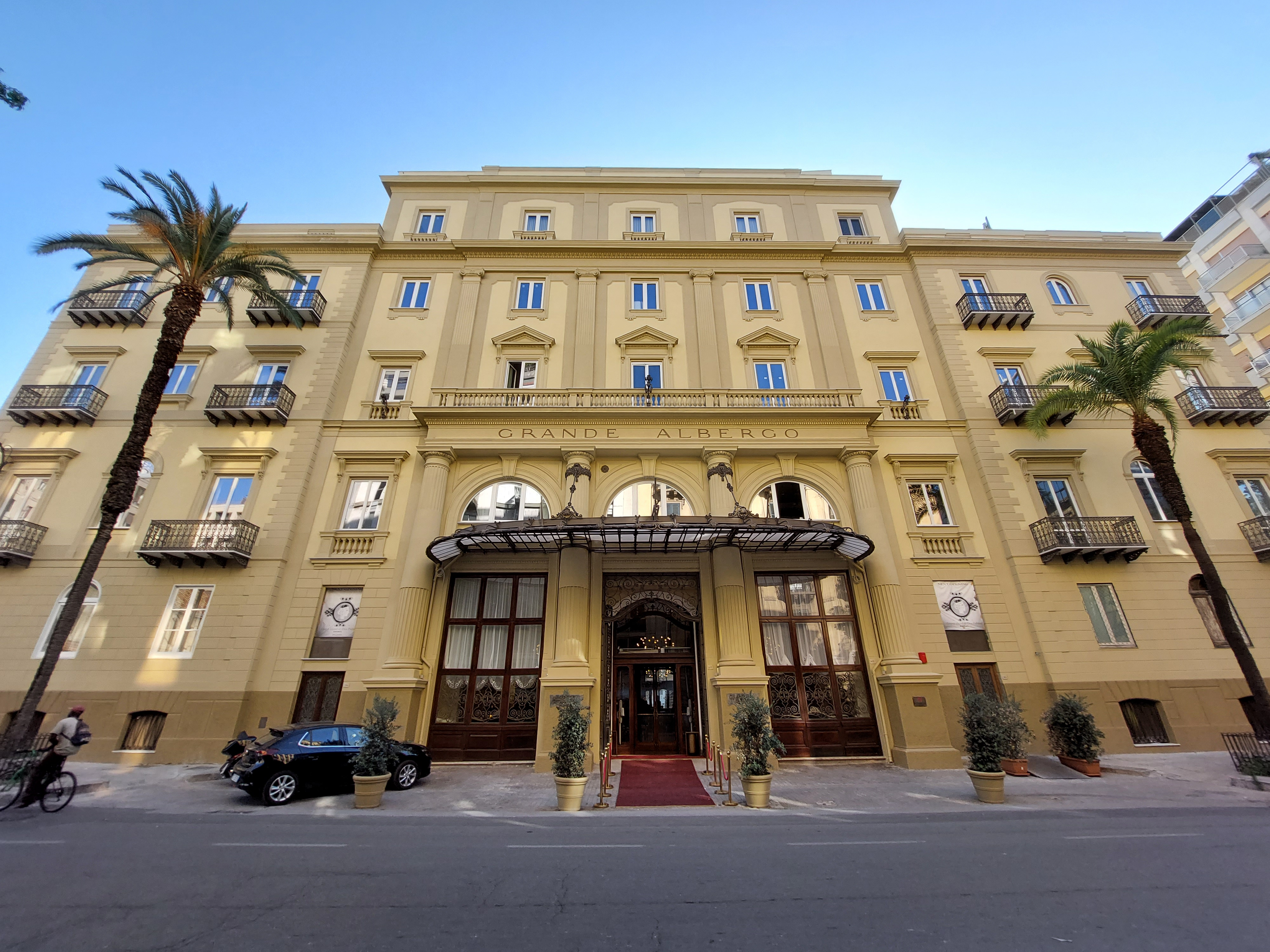
Hotel de luxe

També anomenats hotels estacionals. Són hotels amb estructures estacionals que desenvolupen la seva activitat només durant part de l'any. Un exemple típic són alguns hotels situats a la muntanya, a estacions d'esquí, i fins i tot a la costa.

### Hotels de luxe
Tot i no existir una classificació estàndard, entre els hotels de luxe generalment es troben els cinc estrelles, tot i que també se'n pot trobar algun de quatre.

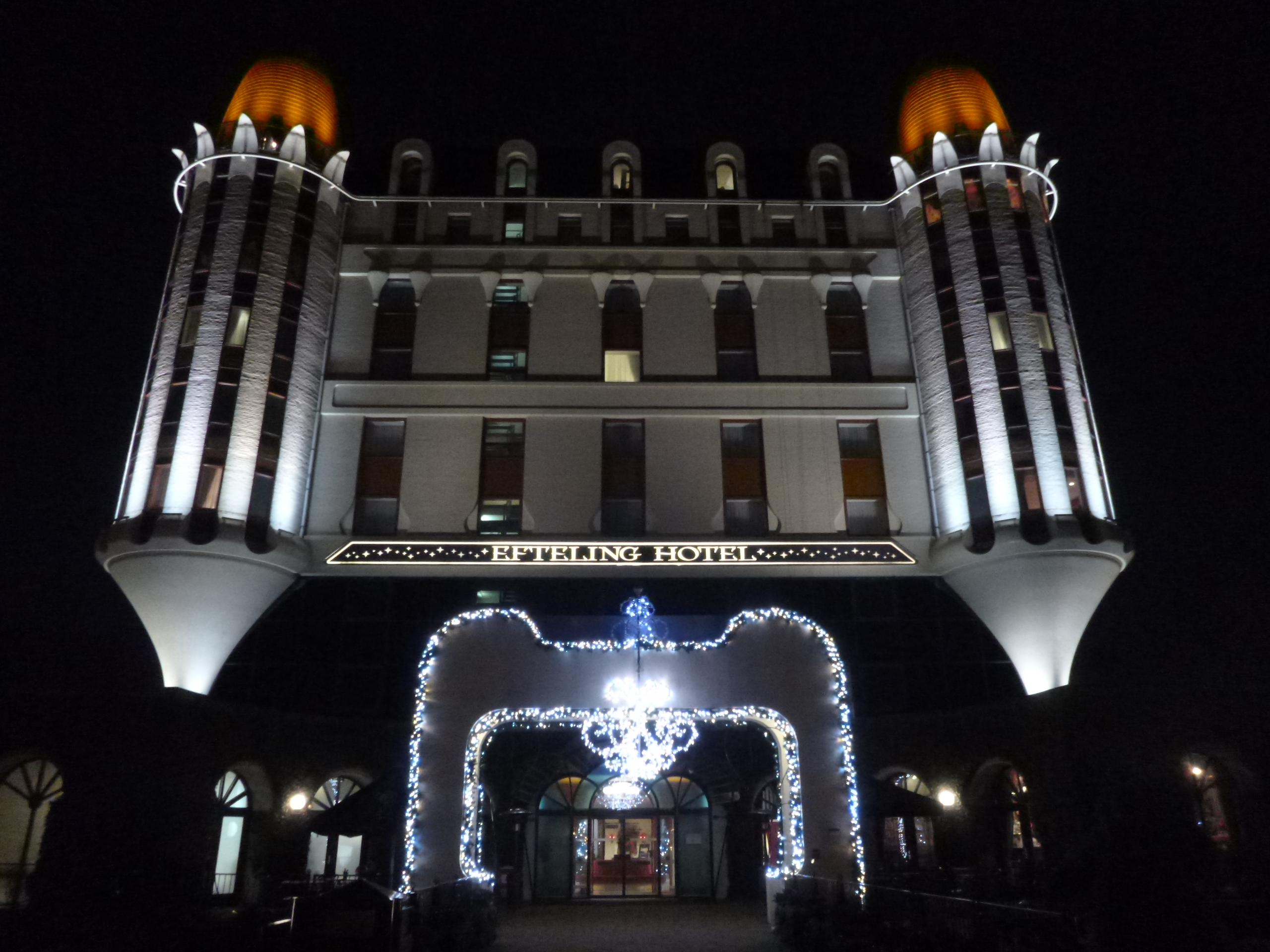
Hotel temàtic

Aquests hotels posen gran atenció a afegir valor a l'experiència dels seus hostes. Altres factors que podrien definir un hotel de luxe són la privadesa i exclusivitat que aquest ofereix. Aquest tipus d'hotels compten amb un servei excepcional per part de tot el personal, el qual procuren al 100% a cobrir i complir totes les expectatives de l'hoste quant a allotjament i distracció. Es caracteritzen per tenir una imatge pulcra i solemne davant del món, diferenciant-se de la resta dels hotels pel que fa a un servei de qualitat i àmplia satisfacció dels seus clients, ja siguin de negocis o turisme convencional.

### Hotels temàtics
Situats en complexos de lleure o resorts, són establiments que recreen a tot el seu hàbitat, un determinat ambient, lloc o temàtica.
Els primers hotels temàtics, estaven basats en sèries d'animació o ambientats a països estrangers, l'objectiu dels quals era traslladar l'hoste a aquests entorns o oferir una simbiosi amb l'entorn del complex on estan ubicats.

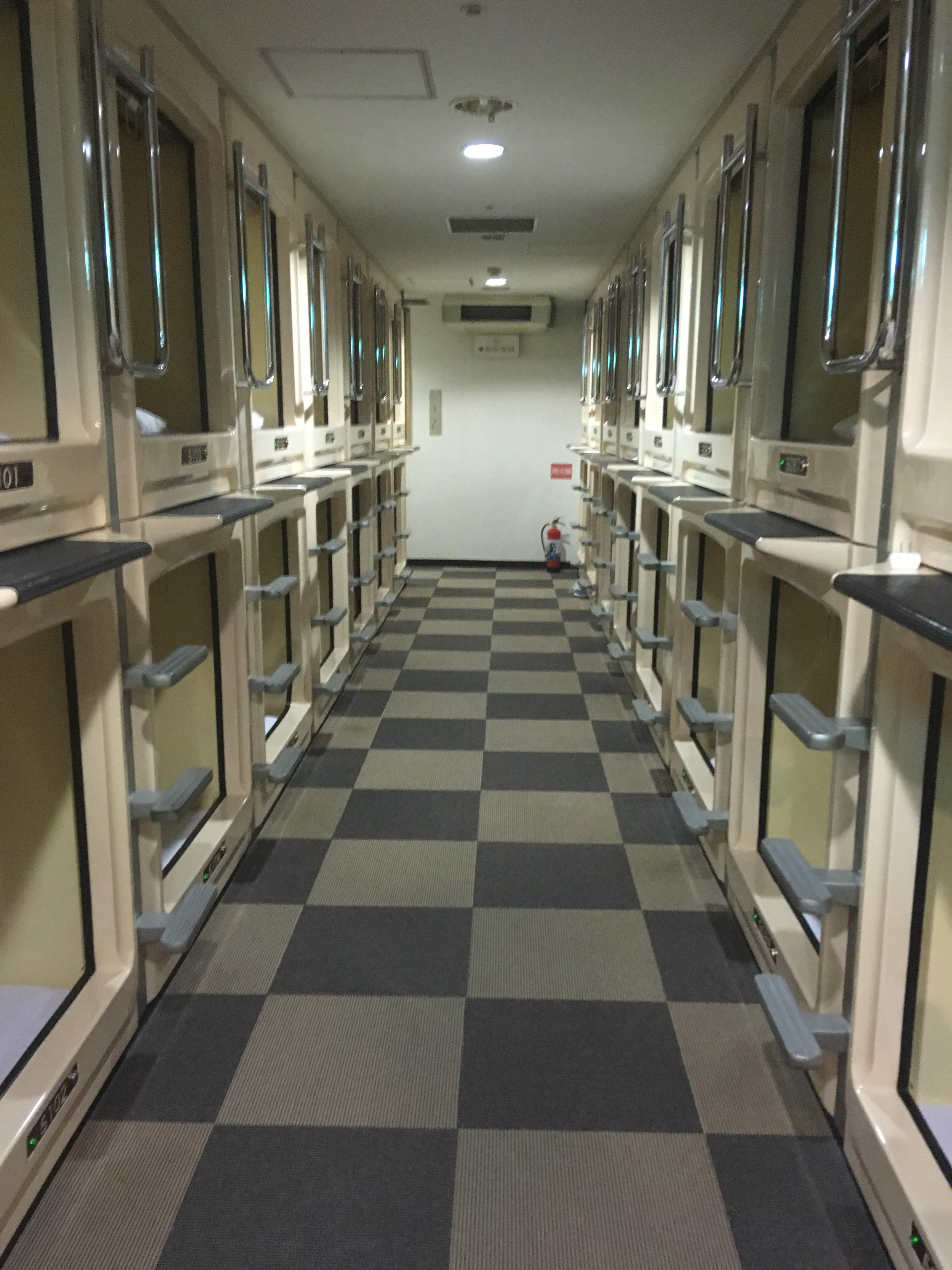
Hotel càpsula

A Catalunya podem trobar hotels temàtics a Port Aventura.

### Hotels Casino
Es caracteritzen per la seva oferta de joc a les seves pròpies instal·lacions, allotjament i entreteniment. L'exemple paradigmàtic d'aquests hotels estaria als establiments de Las Vegas, encara que existeixen a moltes altres parts del món. Solen ser establiments de categoria elevada.
A Catalunya hi va existir un Hotel Casino important, el Casino de l'Arrabassada.

### Altres tipus d'hotels

#### Hotels càpsula
Propis del Japó, ofereixen habitacions diminutes o habitacles organitzades en forma de bresca d'abella on amb prou feines hi ha espai per dormir i veure la televisió. Els clients comparteixen els banys i altres espais d'esbarjo. La ciutat on són més comuns és Tòquio.

#### Hotels de gel

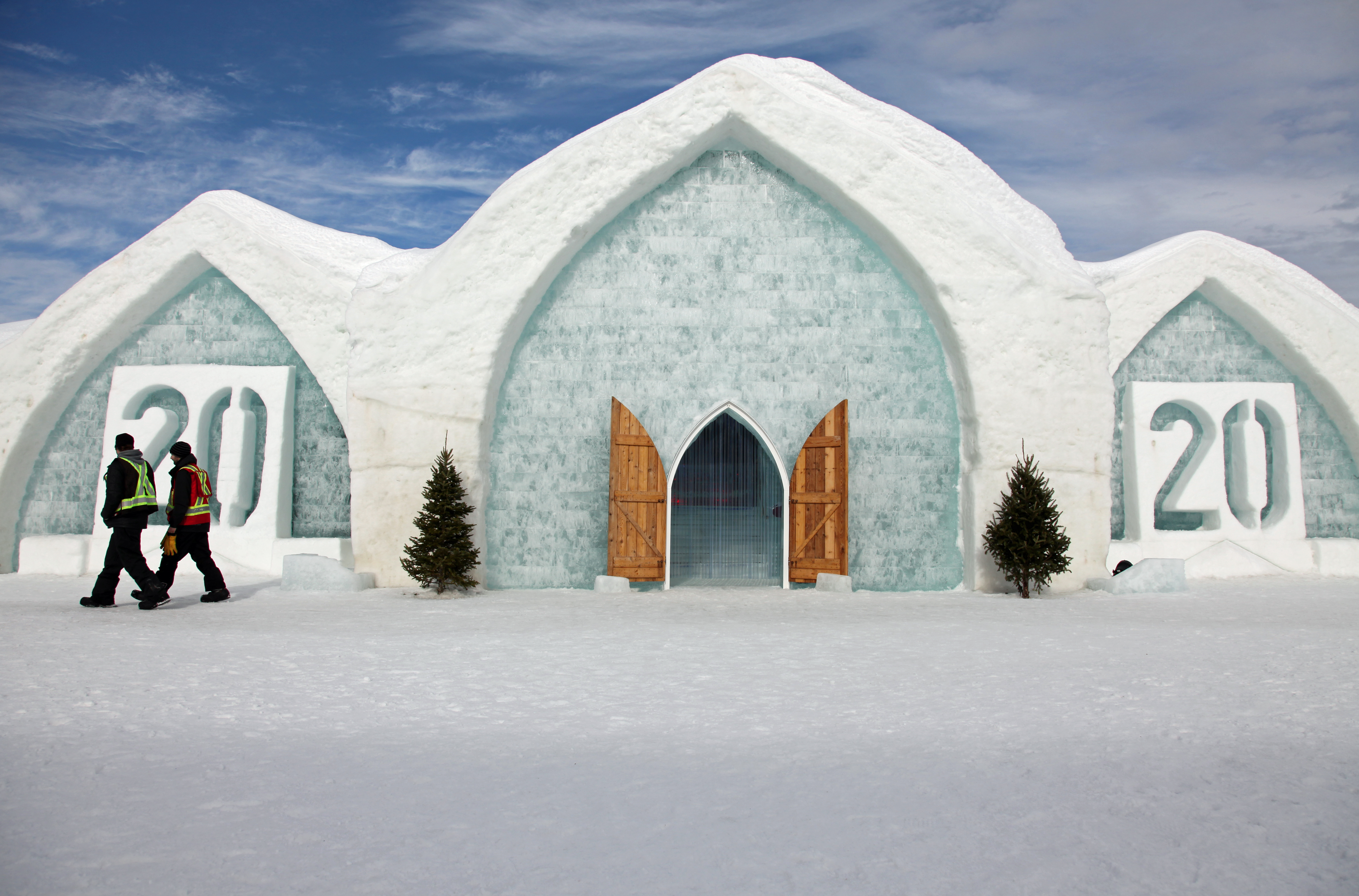
Hotel de gel

Hotels fets de gel en la seva totalitat o parcialment. Les habitacions fetes de gel es fonen cada primavera i es reconstrueixen cada hivern.

#### Hotels flotants
Són naus ancorades al costat de la costa les cabines de les quals s'han transformat en habitacions d'hotel.

## Organització

### Equip directiu
Format pel director, subdirector i ajudant de direcció. La seva missió és definir polítiques d‟empresa i objectius. També se solen encarregar de la gestió de recursos humans, la comercialització, el control de sistemes de seguretat i qualitat i en general d'organitzar i coordinar l'activitat de l'hotel.

### Equip de pisos
Està format pel director i treballadors de pis. El director s'encarrega d'organitzar i repartir tasques, controlar les comandes i existències, planificar els horaris del personal a càrrec seu, recollida de dades estadístiques i comunicació. Els treballadors s'encarreguen de les feines de neteja, control de les habitacions i minibars comunicant les incidències trobades.

### Equip de recepció
Hi ha un director de recepció que s'encarrega d'organitzar i controlar les tasques pròpies del departament, elaborant l'horari del personal a càrrec seu. També és l'encarregat de gestionar les queixes, de la comunicació amb altres departaments, organitzant les reunions que calguin. Els recepcionistes són els encarregats de l'atenció al client gestionant la recepció i la sortida dels clients i resolent els dubtes que es puguin presentar durant l'estada. És el principal contacte amb el client.

### Equip de manteniment
Especialistes en manteniment. Inclou tant les reparacions de les instal·lacions comunes com de les habitacions per la qual cosa de vegades requereix un servei permanent. També sol incloure el manteniment de jardins, piscines i altres instal·lacions esportives.

### Departament comercial
Desenvolupa mecanismes i polítiques de comercialització a totes les àrees de l'hotel per tenir més ingrés.
Conjunt de persones que conformen un equip de treball la missió del qual és definir l'estratègia comercial per tal d'optimitzar les vendes i en conseqüència la producció de l'Hotel (recerca de la rendibilitat més gran). El Departament Comercial és dirigit pel director Comercial, que és el màxim responsable de l'empresa en termes comercials ja que serà l'encarregat de:
- fixar els preus segons les diferents temporades. (Intentar evitar l'estacionalitat amb polítiques de desestacionalització que derivin en una ocupació més gran i més repartida)
- contractar i formar l'equip de vendes (Executius de Vendes). El Director Comercial posarà a disposició dels seus comercials una gran varietat de Tècniques de Venda que utilitzades de forma adequada ajudaran notablement a la consecució dels objectius marcats per Direcció General i Direcció Comercial.
- negociar i signar acords de col·laboració i contractació amb Agències de Viatges, Tour Operadors, Empreses (Viatges d'Incentius), etc...
- acudir a les diferents fires, congressos o altre tipus de reunió. L'equip comercial té la missió de promocionar la marca que representa, tractant d'ampliar la cartera de negocis amb els clients potencials que vagi coneixent durant la fira, congrés, etc.

Les fires (exemple: Fitur) són el marc ideal per a la captació de nova clientela, per a la fidelització de la ja existent i també per estudiar i valorar les diverses polítiques d'empresa de la competència.
- del disseny de la imatge corporativa de l'empresa (logo/eslògans, etc.). Un cop dissenyada la "marca" s'encarregarà del seu posicionament al mercat turístic, realitzant estudis de la competència que ajudaran a conèixer l'estat del mercat a el que es vol introduir ia perfilar una futura estratègia.[6]

### Convencions
A certs hotels aquests actes requereixen personal especialitzat que s'encarrega de reservar i organitzar, tot allò relacionat amb la utilització de salons per a convencions i material a subcontractar.
En hotels de capacitat allotjativa reduïda, sol existir una figura professional anomenada Responsable de Grups i convencions, que s'encarrega de la gestió de les reserves de Grups (es pot considerar com a grup, un mínim de 6 habitacions en un hotel de 50 habitacions) i de la cotització, seguiment, venda i organització dels diferents esdeveniments que es poden desenvolupar en un establiment hoteler, podent ser un congrés, una convenció, un seminari, un show room, etc.
En la majoria dels casos aquesta persona sol pertànyer al Departament Comercial de l'empresa, però hi ha empreses on pertanyen al Departament de Recepció ja que la venda de l'esdeveniment la realitzen executius de vendes. En aquest cas, el Responsable de Grups i Convencions s'encarrega de l'organització de l'esdeveniment un cop tancada la venda.

### Restaurant
El director d'aliments supervisa el personal al seu càrrec i té al seu comandament cuiners, ajudants de cuina, bàrmans, assistent de bar, maitre, sommelier, capità de mossos, hoster, mossos, cambrers etc. S'organitza com un restaurant normal, encara que pot tenir un servei de cuina més o menys permanent. El conveni col·lectiu que el regeix és el relatiu a l'allotjament i no a l'hostaleria.

## Cadena hotelera
Les cadenes hoteleres són aquell conjunt d'empreses agrupades, en forma de concentració vertical, amb diferents fórmules de propietat i de gestió la finalitat de les quals és obtenir una major rendibilitat, una situació de poder, control i prestigi en el mercat nacional i internacional.
Les principals característiques de les diferents classes de cadenes són:
- Cadena formada per hotels nacionals propis.
- Cadena internacional formada per hotels propis situats a diversos països.
- Cadena formada per hotels propis i hotels adherits.
- Cadena formada per hotels propietat de particulars, però gestionats i administrats sota la signatura d'una cadena.
- Cadenes d'hotels gestionats amb franquícies.

A les empreses d'allotjament i als hotels, coexisteixen grans empresaris amb petites empreses. Aquestes petites empreses si volen aconseguir una quota de mercat s'han d'integrar o agrupar amb el gran empresari, és l'eix de la cadena hotelera, donant lloc a contractes interempresarials.
A) Gestió independent; Propietat. el propietari gestiona el negoci, pren les decisions i assumeix els riscos. L'empresa d'allotjament és aliena a una cadena hotelera. Per mitigar l'inconvenient de la competència amb els grans empresaris, aquestes petites empreses busquen col·laboracions entre empresaris independents sense integrar-se a cadenes.
B) Gestió independent agrupada o integrada. Cadena Hotelera, que engloba una gestió unificada en major o menor grau, a un nombre determinat d'empreses d'allotjament amb una distribució territorial més o menys àmplia.

## Hotels amb marques mundials
- Hotel més alt: Rose Rotana a Dubai amb 333 metres d'altura
- Hotel més gran: First World Hotel a Malàisia amb 6.118 habitacions